# Dicranoweisia macrospora
Dicranoweisia macrospora är en bladmossart som beskrevs av Ryszard Ochyra 1999. Dicranoweisia macrospora ingår i släktet snurrmossor, och familjen Dicranaceae. Inga underarter finns listade i Catalogue of Life.